# Abdoulaye Seye
Abdoulaye Seye Papa (ur. 30 lipca 1934 w Saint-Louis, zm. 13 października 2011 w Thiès) – senegalski lekkoatleta, sprinter.
Największym sukcesem Setego był brązowy medal Igrzysk olimpijskich (Rzym 1960) uzyskany w biegu na 200 metrów. Podczas tych zawodów Seye reprezentował Francję, gdyż Senegal uzyskał niepodległość dopiero kilka miesięcy po igrzyskach. 
Innym sukcesem Seyego było złoto igrzysk śródziemnomorskich (Bieg na 100 metrów, Bejrut 1959).